# Arthur Ashkin
Pour les articles homonymes, voir Ashkin.
Arthur Ashkin, né le 2 septembre 1922 à Brooklyn (New York), et mort le 21 septembre 2020 à Rumson dans le New Jersey, est un physicien américain. Il est lauréat de la moitié du prix Nobel de physique de 2018 « pour les pincettes optiques et leurs applications aux systèmes biologiques ». Il a travaillé pour les laboratoires Bell et Lucent Technologies.

## Biographie

### Premières années
Arthur Ashkin est né en 1922 dans une famille juive de Brooklyn (New York), où il passa son enfance. Il suivit les cours à l'université Columbia et servit comme technicien aux laboratoires de radiation de Columbia pour construire des magnétrons pour les radars de l'Armée américaine. Bien qu'il ait été tiré au sort pour rejoindre l'armée durant ses années de sophomore, son statut fut modifié pour le placer en réserve et il poursuivit des travaux dans les laboratoire de l'université. Durant cette période, les travaux d'Ashkin amenèrent 3 prix Nobel à l'université,.
Il termina les cours de sa maîtrise de physique à Columbia et rejoint l'université Cornell où il étudia la physique nucléaire. C'était en pleine période du projet Manhattan dont faisait partie le frère d'Ashkin. Ceci conduisit à la présentation d'Ashkin à Hans Bethe et Richard Feynman alors à Cornell,.

### Carrière scientifique
Il reçut son doctorat à Cornell et vint travailler au laboratoire Bell sur la demande de Sidney Millman, l'ancien directeur d'Ashkin lorsqu'il était à Columbia. Dans les laboratoires Bell entre 1960 et 1961, Ashkin travailla sur les champs micro-onde puis sur la recherche laser. Ses travaux et publications touchaient alors l'optique non linéaire, les fibres optiques, les oscillateurs paramétriques et les amplificateurs paramétriques. Il y fut aussi le co-découvreur des effets photoréfractifs et des cristaux piézoélectriques,. Il commença sa carrière en travaillant sur la manipulation de microparticules à l'aide de lumière laser durant la fin des années 1960, menant à l'invention des pinces optiques en 1986. Il contribua aussi au développement du procédé de piégeage optique qui fut finalement utilisé pour manipuler les atomes, les molécules et les cellules biologiques. Le phénomène essentiel est l'établissement d'un gradient de pression lumineuse ; cette pression pouvant être séparée en un gradient optique et des forces de dispersion. Ashkin est largement considéré comme le père des pincettes optiques,,.
Les travaux novateurs d'Ashkin établirent les bases des travaux de Claude Cohen-Tannoudji, Steven Chu et William Philips sur le refroidissement et le piégeage d'atomes qui leur valurent le prix Nobel de physique en 1997,. À 96 ans, il est lauréat du prix Nobel de physique 2018.
Ashkin fut membre de nombreuses sociétés dont, l'Optical Society of America (OSA), la Société américaine de physique (APS) et l'Institute of Electrical and Electronics Engineers (IEEE). Il prit sa retraite des laboratoires Bell en 1992 après une carrière de 40 ans lors de laquelle il contribua à de nombreux domaines de la physique expérimentale. Il est l'auteur de nombreux articles de recherches et titulaire de 47 brevets. Il reçut le prix Harvey en 2004 et fut élu à l'Académie nationale d'ingénierie des États-Unis en 1984 et à l'Académie nationale des sciences en 1996. Il poursuit ensuite ses recherches dans son propre laboratoire,.
En plus des pincettes optiques, Ashkin est aussi connu pour ses travaux sur les effets photoréfractifs, la génération de seconde harmonique et l'optique non linéaire présents dans les fibres optiques,.
De récents progrès en physique et en biologie utilisent la micro-manipulation optique en particulier la condensation de Bose–Einstein dans des gaz atomiques à quelques millikelvins, l'utilisation de laser atomique et les mesures précises sur les moteurs moléculaires individuels,.

## Distinctions
Il obtient le prix Nobel de physique 2018 conjointement avec le français Gérard Mourou, et la canadienne Donna Strickland.